# Takeaki Ayabe
Takeaki Ayabe (綾部 勇成, Ayabe Takeaki), né le 5 septembre 1980 dans la préfecture de Kanagawa, est un coureur cycliste japonais.

## Palmarès sur route

### Par années
- 2011
  - 4e étape du Tour de Langkawi

### Classements mondiaux
| Année         | 2009 | 2010 | 2011 | 2012 | 2013 |
| ------------- | ---- | ---- | ---- | ---- | ---- |
| UCI Asia Tour | 198e | 115e | 59e  |      | 280e |